# Узкоколейная железная дорога Айнажи — Валмиера — Смилтене
Узкоколейная железная дорога Айнажи — Валмиера — Смилтене и Пале — Стайцеле — узкоколейная железная дорога общего пользования с шириной колеи 750 мм, существовавшая с 1912 по 2000 годы в Латвии.

## История
В 1902 году был утверждён статус Общества Валмиерских узкоколейных подъездных путей. Общество было организовано местными помещиками, с целью постройки железнодорожной линии, необходимой для развития торговли, создания удобств в транспортировке древесины, а также дававшей возможность местным жителям воспользоваться современным транспортом. Весьма заинтересованы в строительстве линии были Стайцельская бумажная фабрика и Коценский (Кокмуйжский) пивоваренный завод. Эти предприятия взялись построить ответвления на свои территории используя собственные средства. Линию планировалось довести до порта Айнажи, а в Валмиере организовать совмещённую станцию для узкоколейки и ширококолейной линии Псков — Рига, что открывало широкие возможности как для грузовых, так и для пассажирских перевозок. Автором проекта, руководителем работ и основным источником денежных средств для линии был инженер путей сообщения, князь Павел Ливен — владелец Смилтенского, Кримулдского и других поместий. Официальное открытие линии состоялось 12 августа 1912 года.
Линия имела важное значение во время Борьбы за независимость Латвии, когда эстонская армия использовала её чтобы обстреливать позиции большевиков со своих бронепоездов. Эта линия одной из первых перешла под полный контроль Латвийской республики. С июня 1919 года линию эксплуатировало военное Управление железных дорог северной Латвии. С августа 1919 года линия включена в общую сеть государственных железных дорог. 1 сентября 1924 года линия Айнажи — Валмиера — Смилтене передана возрождённому в 1923 году Обществу Валмиерских узкоколейных подъездных путей. В 1925 году, после реконструкции участка Пале — Стайцеле, начинается регулярное грузовое движение по нему, а в 1927 году, после передачи участка в общее пользование организуются пассажирские перевозки.
В конце Второй мировой войны немецкая армия, отступая, нанесла линии серьёзные повреждения. Были взорваны все пассажирские здания станций на участке Валмиера — Смилтене. Участок Айнажи — Валмиера был повреждён не столь значительно, однако был взорван мост через реку Бриеде. Линия полностью восстановлена в середине 1945 года.
На станции Айнажи дорога соединялась с узкоколейной сетью Эстонской железной дороги.
C 1929 года на станции Пуйкуле было одноуровневое пересечение с магистральной ширококолейной линией Рига - Ру́йиена.
С развитием автомобильного транспорта узкоколейные линии Латвии стали постепенно закрывать. Участок Валмиера — Смилтене был закрыт для движения в 1970 году, в 1977 году перестали курсировать поезда на участке Айнажи — Пале и в 1979 году железнодорожное сообщение прекратилось на участках Стайцеле — Пале — Пуйкуле и Даугули — Валмиера. Участок Пуйкуле — Даугули до 2000 года продолжала эксплуатировать Зилакалнская торфяная фабрика. После 2000 года движение на линии прекращено окончательно, пути демонтированы.
В населённом пункте Айнажи остался входной семафор 57°51′59″ с. ш. 24°21′35″ в. д.. 
По крайней мере в 2011 году оставалась вывозка торфа на двух бывших ответвлениях: у станции Пуйкуле 57°36′54″ с. ш. 24°54′09″ в. д. (вывозка торфа с поля на автотранспорт) и в посёлке Зилайскалнс 57°33′36″ с. ш. 25°12′15″ в. д. (вывозка торфа с ближайшего поля на торфопредприятие). 

## Станции и остановочные пункты
Станции: Айнажи — Салаце  — Лагасте — Зонепе — Межкадага — Пале — Арциемс — Пуйкуле — Озолы — Каугури — Дикли — Даугули — Зилайскалнс — Коцены — Янюпаркс — Валмиера — Цемпи — Яунвале — Биксея — Старини — Смилтене

### Участок Пале — Стайцеле
Пале — Павари — Стайцеле